# Gymnosiphon capitatus
Gymnosiphon capitatus är en enhjärtbladig växtart som först beskrevs av George Bentham, och fick sitt nu gällande namn av Ignatz Urban. Gymnosiphon capitatus ingår i släktet Gymnosiphon och familjen Burmanniaceae. Inga underarter finns listade i Catalogue of Life.